# Narciso Aréstegui Zuzunaga
Narciso Aréstegui Zuzunaga (Huaro, 1820 - Lago Titicaca, Puno, 1869) fue un escritor, militar y político peruano. Perteneciente a la generación romántica de la que también formó parte Ricardo Palma, fue autor de El padre Horán, considerada la primera novela peruana y una de las primeras novelas sudamericanas en lengua castellana. Aréstegui es también considerado como uno de los grandes precursores del indigenismo en el Perú, junto con otros notables escritores como Mariano Melgar y Pio B. Mesa.

## Biografía
Hijo de Juan de Dios Aréstegui y de Dominga Zuzunaga, nació en Huaro, poblado de la provincia de Quispicanchi, en el departamento del Cuzco, posiblemente en 1820. A los 18 años de edad se casó con María del Castillo, en la capilla de la Catedral del Cuzco, el 26 de diciembre de 1838.
Estudió en el Colegio Nacional de Ciencias y Artes del Cuzco (creado por el libertador Simón Bolívar), y luego pasó a la Universidad Nacional de San Antonio Abad del Cusco, donde se  graduó de abogado en 1852. Asimismo, se desempeñó como catedrático de Historia (Antigua y Moderna) y Literatura, y como Bibliotecario del Colegio de Ciencias. 
Ante la amenaza de guerra con Bolivia en 1853, se alistó en la milicia con el grado de capitán de la Guardia Nacional y fue ascendido a sargento mayor como premio a su servicio en la frontera Perú-Bolivia. Luego apoyó la revolución en 1854 del general Ramón Castilla en  Arequipa contra el gobierno de José Rufino Echenique. El 14 de noviembre de ese año, durante una marcha en Lima, fue ascendido a teniente coronel. Participó en la batalla de La Palma librada el 5 de enero de 1855, que significó la derrota y el fin del gobierno de Echenique.
La revolución triunfante elevó por segunda vez a Castilla como presidente y Aréstegui fue nombrado subprefecto del Cuzco y posteriormente juez militar de la misma plaza. A órdenes del general Miguel de San Román luchó contra la revolución de Arequipa encabezada por el general Manuel Ignacio de Vivanco. Estuvo en el asalto final de Arequipa, y en virtud de su destacada actuación fue ascendido a coronel, el 7 de marzo de 1858.
Era jefe del Batallón “Cuzco” cuando se produjo la agresión de la escuadra española del Pacífico en las costas peruanas. Pidió su baja del Ejército como protesta por las negociaciones del gobierno del general Juan Antonio Pezet con España, que consideraba vergonzosas para el honor peruano, al igual que la mayoría de sus conciudadanos (1864). Enseguida se plegó a la revolución acaudillada por el coronel Mariano Ignacio Prado, y triunfante ésta, fue nombrado Rector del Colegio Nacional de Ciencias y Artes (1865).
En 1867 participó en la conformación de la Sociedad Amigos de los Indios y ese mismo año se unió a la rebelión contra el gobierno de Mariano Ignacio Prado que estalló en el Cuzco. La multitud le aclamó Prefecto y Comandante general del departamento, sumándose así a la rebelión del coronel José Balta en Chiclayo y a la de Pedro Diez Canseco en Arequipa. La revolución finalizó con la renuncia de Prado, a inicios de 1868.
El 10 de septiembre de 1868, ya bajo la presidencia de José Balta, fue nombrado Prefecto de Puno. El 9 de febrero de 1869 salió de paseo con trece personas a bordo de la lancha de vapor “Yavarí” hacia la isla Esteves, en el lago Titicaca. Cuando retornaban, tres de los paseantes temerariamente se pusieron de pie y empezaron a balancear la nave, terminando ésta por volcarse y muriendo ahogadas cinco personas, entre ellas Narciso Aréstegui. Tenía entonces 48 años de edad.

## Obras
Narciso Aréstegui escribió tres novelas:
- El padre Horán, subtitulada Escenas de la vida del Cuzco, que apareció por entregas en el diario El Comercio de Lima en 1848. Por la importancia e impacto que tuvo en su momento se la considera como la primera novela publicada en el Perú. Es una historia basada en los recuerdos de infancia del autor, cuando la aterrorizada ciudad del Cuzco comentaba los detalles de los crímenes cometidos por el monje Eugenio Oroz, quien por celos mató a su ex penitente, la joven Ángela Barreda (hacia 1836). . ) ... También describe la vida en el Cuzco en la primera mitad del  siglo XIX  y condena enérgicamente la pobreza de la mayoría de sus habitantes, incluidos los indios.
- El ángel salvador, novela costumbrista de inspiración romántica, que fue publicada de manera póstuma en 1872.
- Faustina, novela inconclusa, también costumbrista y de publicación póstuma, que apareció en fascículos en el periódico La Patria de Lima, entre el 11 de diciembre de 1871 y el 2 de marzo de 1872. Es una historia de amor, aunque ya sin el aire predicador y redentor de la primera novela.

Aréstegui también fue autor de dos obras actualmente extraviadas:
- La venganza de un marido, drama en prosa que según la revista El Perú Ilustrado del 30 de agosto de 1890, fue escenificada con éxito.
- El abogado, disertación sobre el ejercicio de Derecho.